# София Доротея фон Золмс-Зоненвалде
София Доротея фон Золмс-Зоненвалде-Поух (на немски: Sophie Dorothea zu Solms-Sonnenwalde-Pouch; * 9 юни 1622, дворец Лаубах; † 12 септември 1648, Филсбибург) е графиня от Золмс-Зоненвалде-Поух и чрез женитба херцогиня на Вюртемберг-Нойенбюрг.

## Живот
Тя е втората дъщеря на граф Хайнрих Вилхелм фон Золмс-Зоненвалде (1583 – 1631) и втората му съпруга графиня Мария Магдалена фон Йотинген-Йотинген (1600 – 1636).
София Доротея се омъжва на 10 октомври 1647 г. в Щутгарт за херцог херцог Улрих фон Вюртемберг-Нойенбюрг (1617 – 1671). Тя го придружава във военните му походи. София Доротея умира при раждане на дъщеря си във Филсбибург и е погребана в Ортенбург. Нейният съпруг се жени втори път на 15 май 1651 г. за графиня Елизабета фон Аренберг (1623 – 1678, Париж).

## Деца
- Мария Катарина Шарлота (* 12 септември 1648, Филсбибург; † 15 септември 1648, Филсбибург).